# Assedio di Uchiyama
L′assedio di Uchiyama  del 1546 fu una della tante battaglie di Takeda Shingen per prendere il controllo dello Shinano. Le sue truppe circondarono il castello facendolo arrendere per fame.